# Tournée de l'équipe de Nouvelle-Zélande de rugby à XV en 1977
L'équipe de Nouvelle-Zélande de rugby à XV en tournée en 1977 est la première équipe des  All Blacks à se déplacer uniquement en France dans le cadre d'une tournée. Les précédentes rencontres des All Blacks en France se déroulent jusqu'alors dans le cadre de tournée dans les îles Britanniques.

## Historique

### Préambule
Les Français, dont le capitaine est le demi de mêlée Jacques Fouroux, ont remporté leur second grand chelem, avec un quinze qui n'a subi aucun changement durant le tournoi. Ils ont ensuite effectué une tournée en Argentine où ils remportent le premier test sur le score de 26 à 3 avant de concéder un match nul 18 partout lors du second.
Les Néo-Zélandais ont pour leur part remporté la série de tests trois à un les opposant aux Lions. Cette sélection a pour capitaine Graham Mourie qui prend la succession de Tane Norton, parti à la retraite.

### Premier test-match
France-Nouvelle-Zélande 18-13
Points marqués :
- France : 1 essai de Paparemborde, 3 pénalités de Romeu, 1 drop de Romeu, 1 transformation de Romeu
- Nouvelle-Zélande : 1 essai de Williams, 2 pénalités de McKechnie, Williams, 1 drop de Robertson

France : Aguirre - Bustaffa, Bertranne, Sangalli, Novès - Romeu, Fouroux - Guilbert, Skrela, Joinel - Imbernon, Palmié - Paparemborde, Paco, Cholley
Nouvelle-Zélande : McKechnie - Williams, Robertson, Taylor, Wilson - Bruce, Donaldson - Seear, Mourie, L. Knight - Haden, Oliver - G. Knight, Black, Johnstone
Remplacements : Osborne (76e, Williams), Stuart (60e, G. Knight)
Arbitre : JR West  Irlande
Après une première rencontre victorieuse en Italie face au XV du Président, les All Blacks remportent leurs cinq premières rencontres disputées en France face à des sélections régionales. Pour ce premier test, six joueurs connaissent leur première cape: l'ailier Stu Wilson, le demi d'ouverture Brian McKechnie, qui en raison de blessure évolue pour la première fois au poste d'arrière, le demi de mêlée Mark Donaldson, le troisième ligne Gary Seear, le talonneur John Black et le pilier Gary Knight.
De leur côté, les Français alignent sensiblement la même équipe qui a remporté le tournoi. Les troisièmes lignes Jean-Pierre Rives et Jean-Pierre Bastiat, blessés, sont remplacés par Jean-Luc Joinel et Alain Guilbert. Guy Novès obtient pour sa part sa première sélection sous le maillot bleu. Dès la première minute, ce sont les All Blacks qui ouvrent le score sur une pénalité de McKechnie. La France réplique par un essai de Robert Paparemborde qui ponctue en force une percée de Roland Bertranne prolongée par Jean-Claude Skrela.
La mi-temps est atteinte sur le score de 12 à 6 pour les visiteurs, ceux-ci marquant un drop-goal par Bruce Robertson, puis un essai de Bryan Williams à la suite d'une interception de Mark Taylor prolongée au pied et repris par Robertson. Les All Blacks ajoutent trois nouveaux points avant que les Français reviennent à 12 à 13 à la suite d'un drop et d'une pénalité de Jean-Pierre Romeu. Celui-ci ajoute ensuite deux nouvelles pénalités pour porter le score à 18 à 13.
Les Français viennent de remporter un premier match très physique, avec deux blessés côtés néo-zélandais, Gary Knight avec une paupière déchirée dans une mêlée, et Williams blessé à la cuisse.

### Second test-match
France-Nouvelle-Zélande 3-15
Points marqués :
- France : 1 pénalité de Romeu
- Nouvelle-Zélande : 1 essai de Wilson, 2 pénalités de McKechnie, Seear, 1 drop de McKechnie, 1 transformation de McKechnie

France :  Aguirre - Bustaffa, Bertranne, Sangalli, Novès - Romeu, Fouroux - Guilbert, Skrela, Gasc - Imbernon, Palmié - Paparemborde, Paco, Cholley
Nouvelle-Zélande : McKechnie - Taylor, Robertson, Osborne, Wilson - Bruce, Donaldson - Seear, Mourie, L. Knight - Haden, Oliver - G. Knight, Dalton, Johnstone
Arbitre : CPG Thomas  Pays de Galles
Pour le deuxième test, les Français conservent la même équipe, seul Jacques Gasc remplaçant Jean-Luc Joinel forfait à la suite d'une coupure infectée à l'arcade sourcilière. Les All Blacks conservent également la même équipe qui a terminé le premier test, à l'exception de Andy Dalton qui obtient sa première cape en remplacement de John Black.
Les Néo-Zélandais, dominés dans la conquête lors du premier test, adoptent une nouvelle tactique lors des lancers en touche. Celle-ci consiste à ne présenter que deux hommes, Lawrie Knight et Andy Haden, lors des lancers néo-zélandais, afin de pouvoir extraire plus rapidement le ballon de ces zones et d'éviter les affrontements. Les Français essayent en vain de faire invalider cette stratégie par l'arbitre.
Les All Blacks profitent de la déstabilisation de l'équipe tricolore pour marquer rapidement un drop par McKechnie, qui ajoute ensuite une pénalité. Gary Seear réussit ensuite une pénalité de 50 mètres pour porter le score à 9 à 0 avant que Romeu ne passe une pénalité juste avant la mi-temps. Après celle-ci, Stu Wilson marque rapidement un essai entre les poteaux qui porte le score à 15 à 3, le score final.

## Résultats des test-matchs
| No | Date             | Lieu                    | Match                     | Score   | Compétition |
| -- | ---------------- | ----------------------- | ------------------------- | ------- | ----------- |
| 1  | 11 novembre 1977 | Stadium, Toulouse       | France – Nouvelle-Zélande | 18 – 13 | test match  |
| 2  | 19 novembre 1977 | Parc des Princes, Paris | France – Nouvelle-Zélande | 13 – 15 | test match  |